# La strada
La strada (undertiden oversat til Landevejen) er en italiensk film fra 1954, instrueret af Federico Fellini. Historien foregår efter den 2. verdenskrig og fortæller om en ung pige, Gelsomina (Giulietta Masina), der bor i et lille hus på stranden med sin mor. Hun købes for 10.000 lire af en rå gadekunstner, Zampanò (Anthony Quinn), bliver hans assistent, og de rejser rundt i Italien til pigen bliver syg.
Giulietta Masina var gift med Federico Fellini, og her instruerede han hende som Gelsomina i La strada, en film der sikrede dem begge international berømmelse. Den anerkendte italienske filmskaber trak på sine egne erfaringer fra sin cirkusbaggrund i denne klassiker.